# Модель критического состояния (модель Бина)
Модель критического состояния  — это предложенная в 1962 году Чарльзом Бином модель для описания необратимой кривой намагничивания жестких сверхпроводников.